# 福爾德普山
47°28′29″N 11°53′16″E / 47.47472°N 11.88778°E

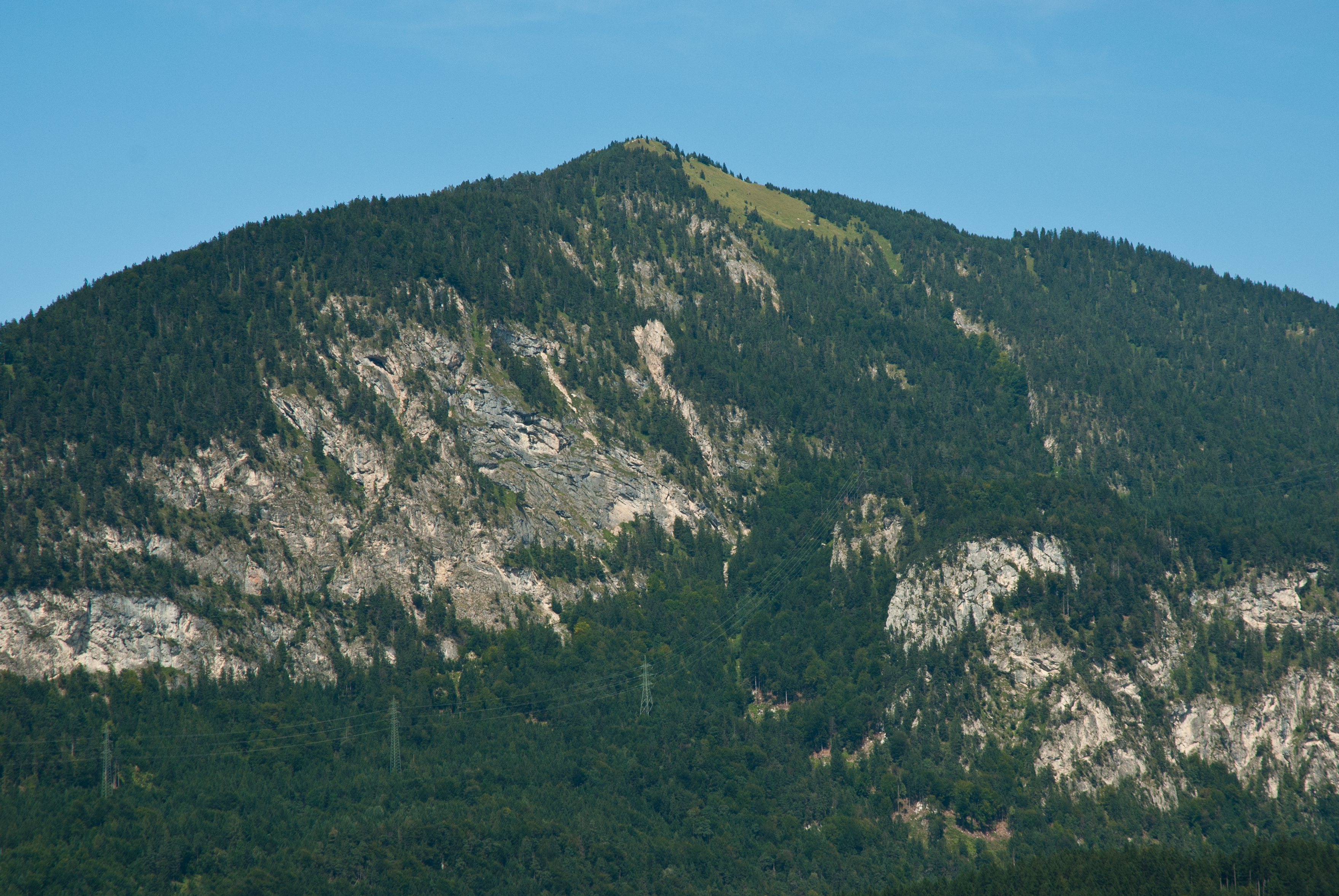

福爾德普山（德語：Voldöppberg），是奧地利的山峰，位於奧地利西部，由蒂羅爾州負責管轄，屬於布兰登贝格山的一部分，海拔高度1,509米，每年平均降雨量1,806毫米。